# ألفرد راؤول
ألفرد راؤول (بالفرنسية: Alfred Raoul)‏ هو دبلوماسي وسياسي كونغولي، ولد في 4 ديسمبر 1938 في بوانت-نوار في جمهورية الكونغو، وتوفي في 16 يوليو 1999 في باريس في فرنسا. انتخب رئيس وزراء جمهورية الكونغو وانتخب Vice President of the Republic of the Congo ‏.

## وصلات خارجية
- ألفرد راؤول على موقع مونزينجر (الألمانية)